# 飛刀，又見飛刀

《飛刀，又見飛刀》，天地圖書版本，1997年出版

《飞刀，又见飞刀》為古龍晚期小說，為小李飛刀系列之五。1981年2月至5月《聯合報》連載，1981年萬盛圖書出版。古龍、丁情、陳曉林表示1980年吟松閣事件後重傷未癒，古龍口述，丁情執筆。

## 故事大綱
小说以“小李探花”李寻欢的孙子-李坏与“月神”的故事为主线。

## 主要人物
- 李壞：原名李善，因為他命運實在太壞了，所以叫李壞，是小李飛刀的傳人，李尋歡的孫兒，為李曼青的兒子。
- 方可可：方天豪的獨生女兒。

## 次要人物
- 韓峻：名滿天下的「鐵火判官」，正六品御前帶刀護衛，刑部總捕頭，少林南宗俗家弟子。
- 月神：月光如刀，刀如月光，是薛青碧薛家的後人。
- 李曼青：李壞的父親，其人本是探花李尋歡之子。

## 小說目錄
- 序言
- 楔子
- 第一部　浪子的血與淚

共五章（無章名）
- 第二部　往事九年如煙
- 第三部　一戰銷魂
- 第四部　代價
- 第五部　月光如雪 月光如血

共二章（無章名）

## 改編成電台電視電影廣播劇

### 电影
- 1981年4月2日上映，《飞刀，又见飞刀》 导演：黄泰来，主演：徐少强饰李寻欢、黄正利饰上官金虹、姜大卫饰龙大哥、仓田保昭饰公孫無勝、杨盼盼、梁小龙、罗烈、吴桐饰孙玉伯、杨泽霖饰楚衣侯。
- 1982年11月26日台灣上映，《一劍刺向太陽》 導演：王瑜，主演：孟飛飾蕭秋水/李壞、杨钧钧飾桑桑.月神、張復建飾鐵銀衣、田野飾蕭瑟/李曼青、姜大衛飾桑君秋、楊萍飾詩容、龙世家、原森、封君平、扈漢章、齊後强、汪強、蘇沅華

### 电视剧
- 1985年《武林世家》
- 2003年《飞刀，又见飞刀》
- 2016年《飞刀，又见飞刀》